# Huntsville (Tennessee)
Huntsville é uma cidade  localizada no estado norte-americano de Tennessee, no Condado de Scott.

## Demografia
Segundo o censo norte-americano de 2000, a sua população era de 981 habitantes.
Em 2006, foi estimada uma população de 1033, um aumento de 52 (5.3%).

## Geografia
De acordo com o United States Census Bureau tem uma área de
8,6 km², dos quais 8,6 km² cobertos por terra e 0,0 km² cobertos por água. Huntsville localiza-se a aproximadamente 406 m acima do nível do mar.

## Localidades na vizinhança
O diagrama seguinte representa as localidades num raio de 28 km ao redor de Huntsville.